# Northamptonshire

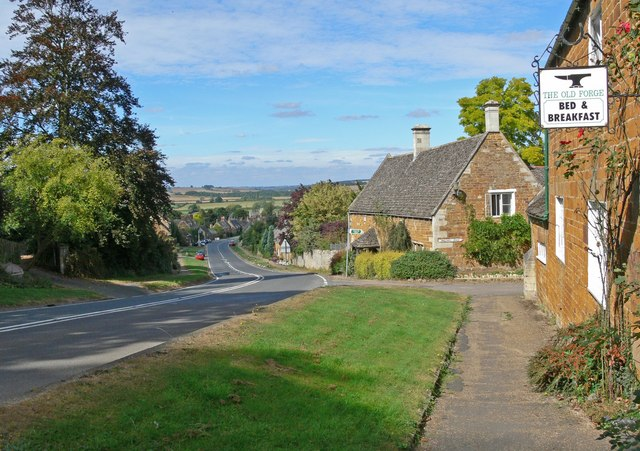
Byn Rockingham i Northamptonshire.

Northamptonshire (förkortat Northants eller N'hants) är ett ceremoniellt grevskap i mellersta Englands inland med en befolkning på 646 800 (uppskattning 2004). Det gränsar till Warwickshire, Leicestershire, Rutland, Cambridgeshire (med Peterborough), Bedfordshire, Buckinghamshire (med Milton Keynes), Oxfordshire och Lincolnshire. Gränsen mot Lincolnshire är den kortaste gränsen mellan två grevskap i England, 19 m. Huvudort är Northampton. Grevskapsblomma är gullvivan.

## Geografi
Med Midlands-mått mätt är Northamptonshire ett höglänt grevskap. Vattendelaren mellan Severn och The Wash går genom grevskapet. Flera viktiga floder rinner upp i nordvästra Northamptonshire, bland annat Nene (till The Wash) och Warwickshire Avon (till Severn). På 1820-talet skröt invånarna med att "inte en enda bäck, ens obetydlig, rinner in i området från något håll". Den högsta punkten, Arbury Hill, når dock bara 225 m ö.h.
Northampton är helt klart den största staden i grevskapet, med en befolkning på 189 474, åtföljd av Kettering (51 063), Corby (49 222), Wellingborough (46 959), Rushden (25 331) och Daventry (21 731) (i 2001). Större delen av grevskapets befolkning är samlad i ett nord-sydligt område som innefattar de fyra största städerna och deras distrikt. De västra och östra delarna är huvudsakligen lantliga med små samhällen och många byar.
Northamptonshire är ett långsmalt grevskap som är utsträckt i sydväst-nordostlig riktning. Bortom den nordöstra spetsen ligger Soke of Peterborough, ett område som historiskt har varit löst kopplat till Northamptonshire men numera oftast räknas till Cambridgeshire. Northamptonshire tillhör dock fortfarande Peterboroughs stift i Engelska kyrkan.

## Historia

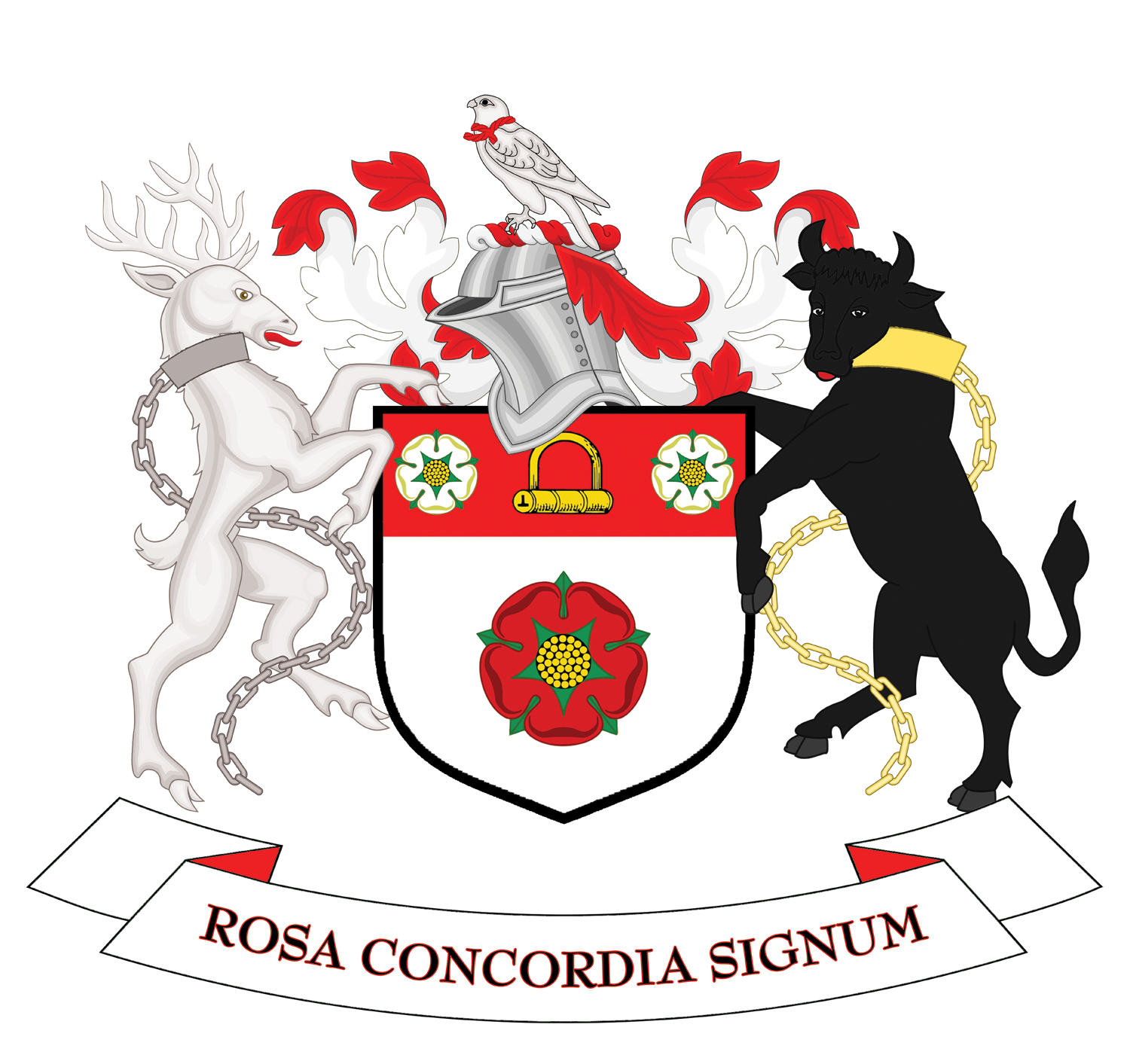
Northamptonshires heraldiska vapen. Valspråket är latin för "Rosen, den symbol av kongruens".

Förkeltiska och keltiska folk bosatte sig i regionen, och det finns några spår av romerska samhällen och vägar. Watling Street, en viktig romersk väg mellan sydöstra och nordvästra England, passerade genom grevskapet, och det fanns en viktig romersk bosättning vid namn Lactodorum på platsen för dagens Towcester. Det fanns andra romerska bosättningar på platsen för Northampton och längs Nene-dalen nära Raunds.
Efter att romarna lämnade Britannien blev området en del av det anglosaxiska kungariket Mercia; Northampton blev ett administrativt centrum. Området intogs av danskar under 800-talet och ingick under en kort period i Danelagen, men återtogs senare av saxarna.
Grevskapet omtalades först i den anglosaxiska krönikan (1011) som Hamtunscire: Hamtuns (gårdens) scire (shire, ungefär landskap). "North" lades till för att skilja Northampton från det andra viktiga Hamtun längre söderut, dagens Southampton.
Senare byggdes Rockinghams slott för Vilhelm Erövraren och användes som kungaborg fram till Elisabets dagar. Fotheringhays slott, som idag är en ruin, användes för att fängsla Maria Stuart innan hennes avrättning.
Vid slaget vid Northampton 1460, under rosornas krig, tillfångatogs Henrik VI.
Under engelska inbördeskriget stödde Northamptonshire parlamentssidan, och rojalisterna besegrades i grunden i slaget vid Naseby i norra delen av grevskapet. Karl I hölls senare fånge på Holdenby House.
På 1700- och 1800-talen industrialiserades delar av Northamptonshire. I Northampton och dess omgivningar växte sig skomakar- och läderindustrin stark, och vid 1800-talets slut kallades staden "världens sko- och kängmakarhuvudstad". I grevskapets norra del utvecklades järnlerstensbrytning. Senare, under 1930-talet, blev Corby ett viktigt centrum för stålindustrin. Stora delar av Northamptonshire är dock fortfarande lantliga.
Efter andra världskriget utnämndes Northampton och Corby till new towns. I 2000-talets början stödjer regeringen utveckling i South Midlands-området, bland annat i Kettering och Corby.

## Politik
Northamptonshire är representerat i Storbritanniens parlament med sex parlamentsledamöter.
Sedan 1 april 2021 är grevskapet indelat i två enhetskommuner, North Northamptonshire och West Northamptonshire. Det finns ingen administrativ förvaltning på grevskapsnivå.
Innan 1974 var Soke of Peterborough en del av Northamptonshire i ceremoniella sammanhang, trots att området hade haft ett eget landsting sedan landstingen upprättades 1889, och egen grevskapsdomstol (Quarter Sessions) innan dess. Idag räknas det vanligtvis till Cambridgeshire.

## Transport
Dalgången vid Watford Gap har lett till att många sydost-nordvästliga stråk passerar genom Northamptonshire. Den romerska vägen Watling Street (numera numrerad A5) passerade genom dalen, liksom senare tiders kanaler, järnvägar och huvudvägar. Idag passerar Grand Union Canal, västkuststambanan och motorvägen M1 Watford Gap.

### Vägar
De viktigaste vägarna i Northamptonshire är den nord-sydliga motorvägen M1 och den öst-västliga fyrfältsvägen A14. Den tidigare bruksorten Corby har numera många lager och distributionsföretag.

### Floder och kanaler
Två stora kanaler — Oxford Canal och Grand Union Canal — möts i grevskapet vid Braunston. En gren av Grand Union Canal ansluter också till floden Nene i Northampton. I anslutning till kanalerna finns bland annat en slusstrappa med 17 steg i Grand Union Canal vid Rothersthorpe, ett kanalmuseum i Stoke Bruerne, och en tunnel vid Blisworth. Blisworthtunneln, som är 2 813 m lång, är den tredje längsta farbara kanaltunneln i Storbritannien.

### Järnvägar
Två stambanor, västkuststambanan och Midlandstambanan, korsar grevskapet. Som mest hade Northamptonshire 75 järnvägsstationer, men efter nedläggningarna på 1960-talet återstod endast fem. Bland annat lades Great Central Railway, också en stambana, ned.
Corby var länge en av de största städerna i Storbritannien utan järnvägsstation med passagerarutbyte. En station med direktförbindelse till St Pancras öppnades 2009.

## Medier
Det finns en lokal BBC-radiostation och tre kommersiella radiostationer i grevskapet. Det finns också begränsad digitalradiotäckning. Inom regional-TV räknas Northamptonshire till East Anglia, trots att det egentligen ligger i Midlands. Grevskapet täcks både av BBC East och av ITV:s Anglia Television.

## Sport
I Northamptonshire finns många fotbollslag, bland annat Northampton Town (i Football League Two) och Rushden and Diamonds (i Football Conference från och med 2006-07-säsongen). Grevskapet är mer framgångsrikt i rugby union, där Northampton Saints spelar i högsta serien.
I Silverstone finns motorsportbanan Silverstone Circuit, som bland annat används för Storbritanniens Grand Prix.
Rockingham Motor Speedway är den största ellipsformade banan utanför USA, och likaså den snabbaste motorsportbanan i Europa.